# Aloe postgenita
Aloe postgenita é uma espécie de liliopsida do gênero Aloe, pertencente à família Asphodelaceae.